# Richard de Surdeval
Richard de Surdeval (Sourdeval, c. 1023-West Riding, c. 1090) fue un noble caballero anglonormando, señor de Sourdeval (Mancha), le Moigne y . Es el primer referente de la familia de Routh, una rama cadete de la familia de Verdún en Normandía. Era vasallo de Roberto de Mortain a quien acompañó dentro de su contingente para la conquista normanda de Inglaterra (1066), como custodio del honor de Mortain.
Junto a Nigel de Fossard, como buen gestor, administraba las propiedades de Roberto de Mortain y otros nobles normandos, a destacar 5 acres de los condes de Mortain en Thurnscoe y sus dependencias, diversos feudos y dependencias de la casa de Percy y la mitad feudataria de Mortain de Roger de Busli, señor de Tickhill. Su vinculación con la familia de Le Moigne se constata en el escudo de armas, difería de las de la familia Le Moigne solo en una marca de cadencia.

## Herencia
Se desconoce el nombre de su esposa, pero los anales contemporáneos citan a dos hijos:
- Matilda [Maud] de Surdeval (c. 1065-1097), esposa de Ralph Paynel, sheriff de Yorkshire.[5] Después de la conquista, la heredad de Ralph Paynel quedó bajo el feudo del conde de Mortain; y tres generaciones después, un descendiente de la línea femenina le dio su nombre, que todavía conserva, Hooton Pagnell.[6]
- Robert de Surdeval (c. 1070-1106), murió en combate durante la batalla de Tinchebray.